# Черна астрапия
Черна астрапия (Astrapia nigra) е вид птица от семейство Райски птици (Paradisaeidae).

## Разпространение и местообитание
Разпространен е в Индонезия.